# Mortoniella unilineata
Mortoniella unilineata är en nattsländeart som beskrevs av Sykora 1999. Mortoniella unilineata ingår i släktet Mortoniella och familjen stenhusnattsländor. Inga underarter finns listade i Catalogue of Life.